# St. Bartholomäus (Roßholzen)

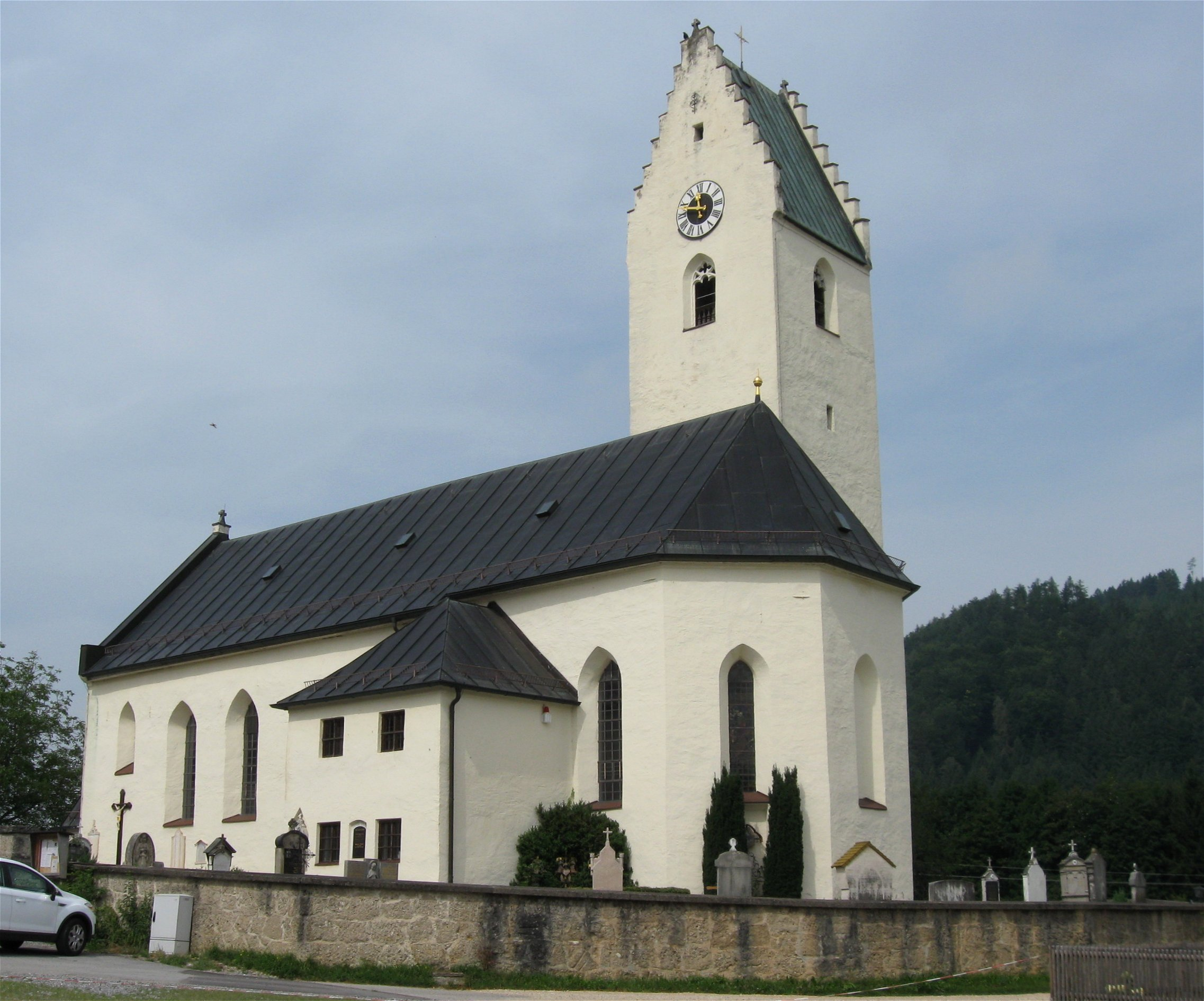
St. Bartholomäus in Roßholzen

Die römisch-katholische Wallfahrtskirche St. Bartholomäus steht in Roßholzen, einem Gemeindeteil von Samerberg im oberbayerischen Landkreis Rosenheim. Sie ist in der Liste der Baudenkmäler in Samerberg als Baudenkmal unter der Nr. D-1-87-172-55 eingetragen. Die Kirche ist eine Filialkirche der Pfarrei Mariä Himmelfahrt (Törwang) im Pfarrverband Rohrdorf (Dekanat Rosenheim, Erzbistum München und Freising).

## Beschreibung des Gebäudes
Eine erste Kirche wird um 788 erwähnt, sie war die erste Kirche am Samerberg. Die heutige im Kern gotische Saalkirche wurde im 15. Jahrhundert erbaut. Ihr Innenraum wurde um 1755 barock umgestaltet.
Das Langhaus hat fünf Joche, nach Osten schließt sich der leicht eingezogene, dreiseitig geschlossene Chor an. Der Innenraum des Langhauses ist mit einem Stichkappen-Tonnengewölbe überspannt. Südlich an den Chor angebaut ist die Sakristei mit einem Oratorium im Obergeschoss, nördlich der Chorflankenturm mit dem Glockenstuhl im obersten Geschoss und einem Satteldach zwischen quer angeordneten Staffelgiebeln mit den Zifferblättern der Turmuhr. Im Westen führt ein Vorbau zum Kirchenportal.

## Ausstattung

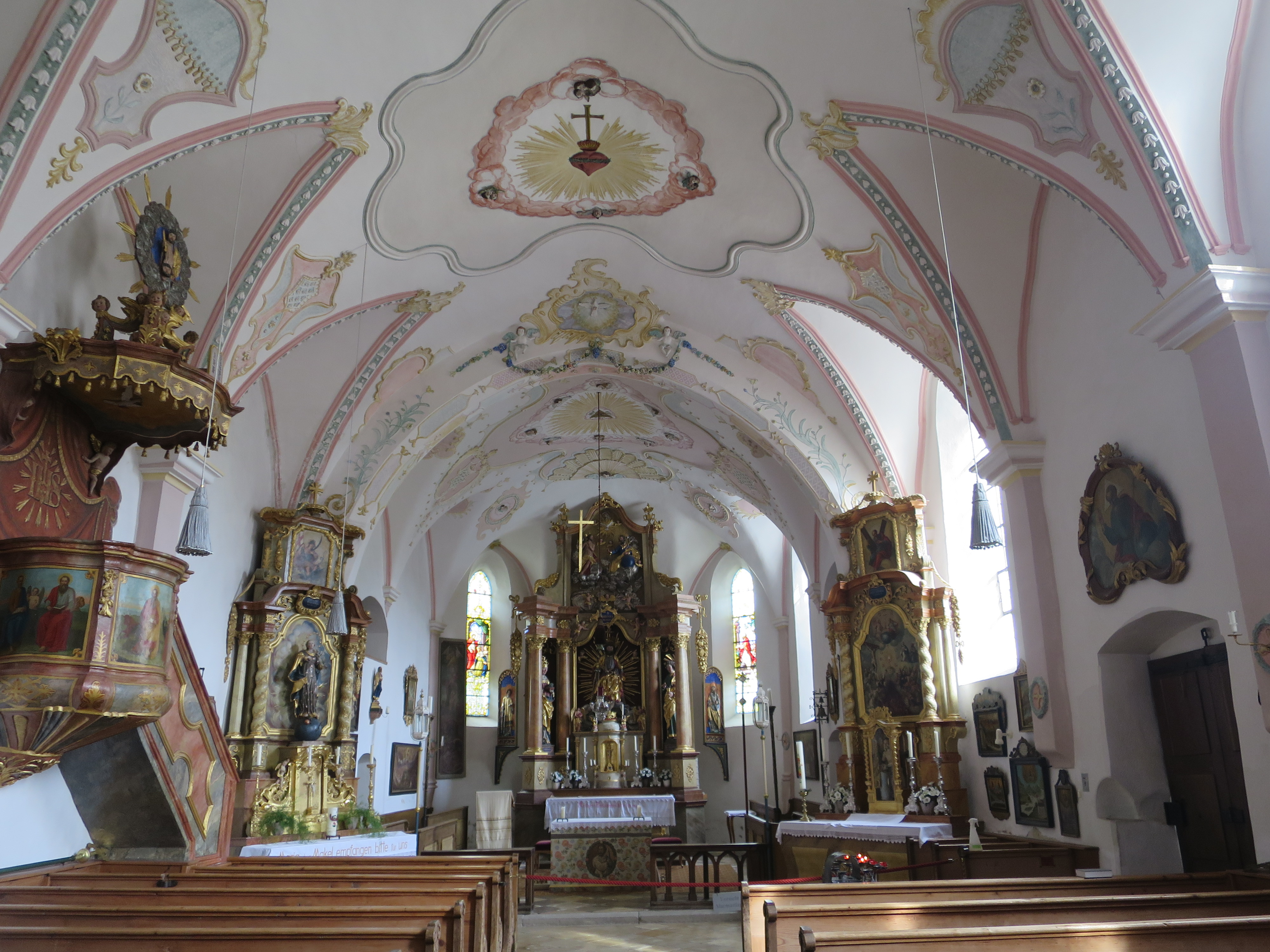
Innenraum

Der Hochaltar entstand um 1725 und wurde 1776–79 umgeformt. Im Altarretabel steht eine Schnitzfigur des Kirchenpatrons, des Apostels Bartholomäus, links neben dem Retabel eine Figur des heiligen Urban und rechts des heiligen Evangelisten Johannes, die um 1510 entstanden. Im Altarauszug ist die Heilige Dreifaltigkeit dargestellt. Die Rokoko-Mensa des Hochaltars schuf Joseph Götsch um 1770.
Die beiden Seitenaltäre wurden ebenfalls um 1725 geschaffen. Sie stehen schräg an den beiden schmalen Flanken des Choreinzugs. Auf dem linken, nördlichen Altar steht vor dem mit einer Wolkenstruktur bemalten Retabel eine große Figur der Maria Immaculata, die der Schlange als Zeichen des Bösen den Kopf zertritt (Gen 3,15 , Offb 12 ), das Auszugsbild von Jakob Weiß zeigt den heiligen Georg im Kampf mit dem Drachen. Auf der Altarmensa steht ein vergoldeter Rokoko-Tabernakel, der um 1779 entstand. Im Retabel des rechten, südlichen Seitenaltars ist ein Ölbild zu sehen, ebenfalls 1779 entstanden, das wahrscheinlich von Simon Zaglacher stammt und die heiligen Sieben Zufluchten zeigt; im Auszug ein Bild des heiligen Apostels Andreas. Auf dem Altartisch steht ein Glasschrein mit einer Darstellung des gegeißelten Heilands („Wiesheiland“), des Gnadenbildes der Wieskirche, aus dem 18. Jahrhundert.
Die Kanzel wurde um 1755 wahrscheinlich von Andreas Vordermayr gestaltet. Auf der Brüstung sind die vier Evangelisten zu sehen, 1876 von Georg Lagler gemalt. Auf dem Schalldeckel steht ein spätgotisches Relief vom Anfang des 16. Jahrhunderts, der heilige Bartholomäus in Halbfigur. 
Außerdem befinden sich in der Kirche zahlreiche Kunstwerke aus dem 16. bis 18. Jahrhundert, die zum Teil aus früheren Altären stammen.
Die Fenster im Chor wurden um 1900 gestaltet und zeigen historisierend biblische Szenen.

## Orgel
Die pneumatische Kegelladen-Orgel mit sieben Registern auf einem Manual und Pedal wurde von Josef Hackl (Rosenheim) 1903 neu gebaut. Die Disposition lautet:
| Manual C–f3 |       |
| Principal   | 8′    |
| Gedeckt     | 8′    |
| Salicional  | 8′    |
| Flöte       | 4′    |
| Duplett II  | 2 ⁄3′ |

| Pedal C–d1 |     |
| Subbass    | 16′ |

- Koppeln: Manualoktavkoppel, M/P
- Bemerkungen: Kegellade, pneumatische Traktur, Spieltisch